# آصف یهودی
آصف یهودی در سدهٴ نهم یا دهم میلادی برآمد (؟) . مؤلف گمنام رساله‌ای در طب است که احتمالاً قدیم‌ترین اثر در نوع‌ خودش به زبان عبری می باشد. از ماه‌های ایرانی‌، وظایف‌الاعضا، رویان‌شناسی‌، مراحل چهارگانهٴ زندگی انسان‌، آسیب‌شناسی‌، حفظالصحه‌، گیاهان طبی‌، تقویم طبی‌، تریاقات‌، پیشاب‌شناسی، کلمات قصار دربارهٴ پزشکی و سوگندنامهٴ بقراط بحث می‌کند. ممکن است از یک مأخذ سریانی‌ (یا عربی‌؟) ترجمه شده باشد.

## منبع
- سارتن، جرج. مقدمه بر تاریخ علم. ترجمهٔ غلامحسین صدری افشار. انتشارات علمی و فرهنگی.